# Bonnie Bailey
Bonnie Bailey é uma cantora norte-americana nascida em Nova Iorque. Ela participou de vários projetos do selo Hed Kandi. Algumas de suas canções mais famosa são: "Ever After", "Firefly", "Safe" e  "No promises".